# Wapen van Roden (Nederland)

Het wapen van Roden

Het wapen van Roden werd op 31 oktober 1929 per Koninklijk Besluit door de Hoge Raad van Adel aan de Drentse gemeente Roden toegekend. Vanaf 1998 is het wapen niet langer als gemeentewapen in gebruik omdat de gemeente Roden opging in de gemeente Noordenveld. Het wapen werd mede-ontworpen door G.A. Wumkes (1869-1954), toen bibliothecaris van de Provinciale Bibliotheek van Friesland en voormalig predikant te Roden.

## Oorsprong
In eerste instantie werd het wapen zonder schildhoek aangeleverd, maar de Hoge Raad van Adel vond het niet specifiek genoeg. Daarom werd dan ook voorgesteld om in de rechterbovenhoek (vanuit de schilddrager gezien) het wapen op te nemen van de familie Van Ewsum die van 1480 tot 1721 in havezathe Mensinge heeft gewoond. Dit familiewapen komt ook voor op het wapen van Marum. Overigens komt dit familiewapen overeen met het familiewapen van Tamminga, die ook voorkomt op het wapen van Kloosterburen. Hidde Tamminga trouwde met Menneke Ewesma en Hidde besloot na het huwelijk de naam van zijn voorname vrouw aan te nemen die later (in 1487), in 'Van Ewsum' zou verworden.

## Blazoenering
De blazoenering van het wapen luidt als volgt:
In zilver vijf naast elkander in een lossen grasgrond geplante denneboomen van sinopel; over alles heen schuingekruist eene spade en eene langgesteelde, met de snede omhooggewende bijl van goud, en een schildhoek; gedeeld; I van keel, II in goud een dwarsbalk van azuur. Het schild gedekt met eene gouden kroon van drie bladeren en twee paarlen.

## Verklaring
Het wapen is een verwijzing naar de 19e en 20e eeuw toen er in het gecombineerde Sterrebos en Mensingebos veel bomen werden gekapt voor de mijnen in Limburg. De bossen waren als park (de lanenstructuur is nog steeds goed zichtbaar) en als productiebos geplant en waren (vanaf 1818) privé-eigendom van de familie Kymmell. Vandaar de intekening van zowel de schep als de bijl. Het wapenschild verwijst naar de eeuwenlange bewoning van het geslacht Van Ewsum in Roden.

## Verwante wapens

Wapen van Marum
Wapen van Kloosterburen
Wapen Van Ewsum